# Керолайн аф Угглас
Керолайн аф Угглас (швед. Caroline Thérese af Ugglas Liljedahl; *7 квітня 1972 року) — шведська співачка, авторка-виконавиця, хорова диригентка, письменниця та акторка. Широко відома як творчиня музичного телешоу «Clash of the Choirs».

## Життєпис

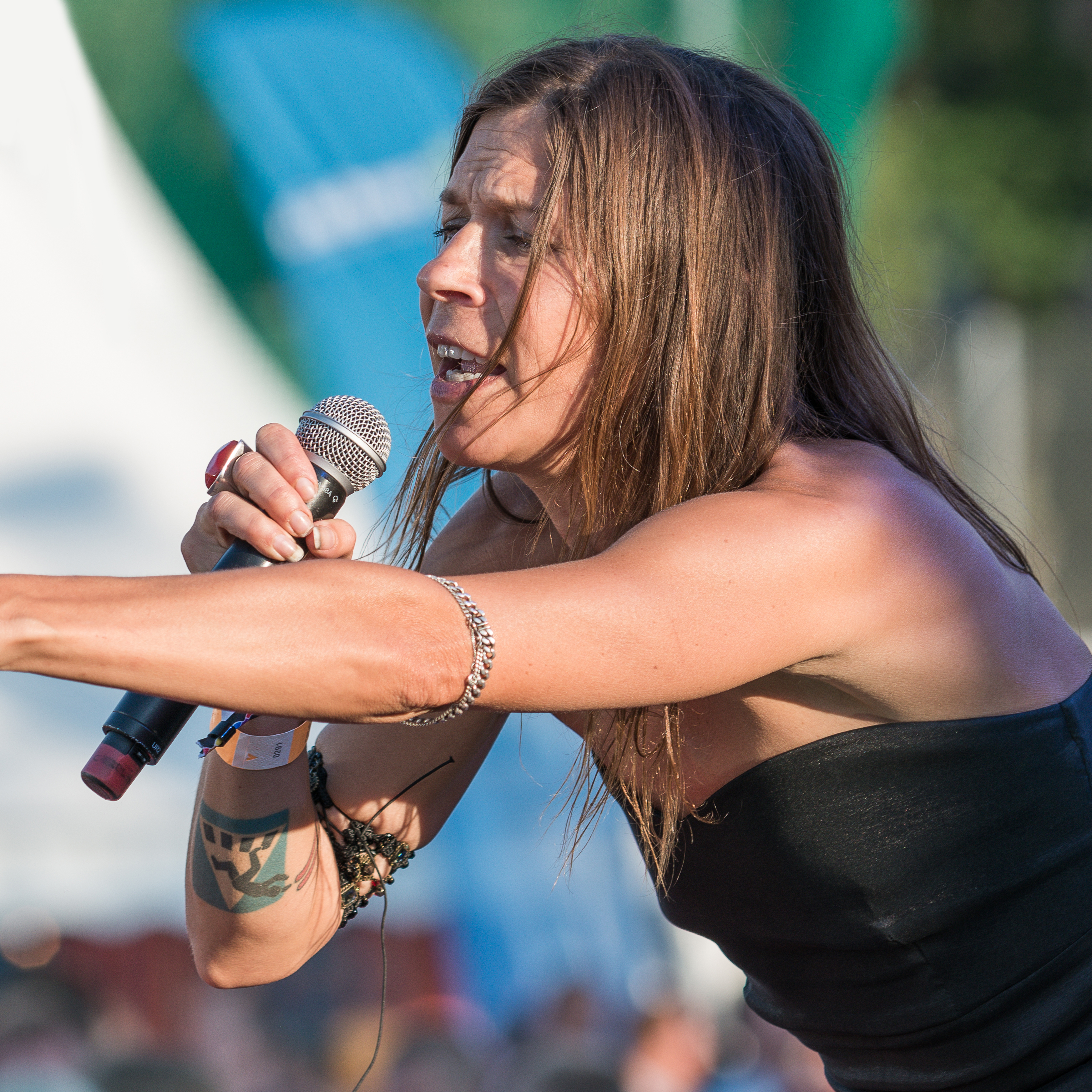
На концерті Stockholm Pride 2014

Пращури — дворянський рід аф Угглас. Батьки — режисер Карл аф Угглас і логопед, співачка Івонн аф Угглас (до шлюбу Франке). Раніше перебувала у стосунках із консультантом зі ЗМІ Генріком Кумліном. Одружена з Гайнцом Лільєдалем, відомим музикантом, виховує двох дітей. Живе в Кунгсенгене.

### Музична кар'єра
Дитинство провела в Броммі та Юрсхольмі, навчалася в Дандерюдській гімназії (однокласником був режисер Суніл Мунші) та театральній школі імені Калле Флюгаре, працювала педагогинею з вокалу.
Перший альбом — Ida Blue — Керолайн випустила в 1997 році, назвавши на честь своєї собаки. Другий альбом — Mrs. Boring — продюсував її чоловік Гайнц Лільєдаль. Виступала у складі супергрупи Twiggs, створеної з колишніх учасників шведської панк-рок-групи The Nomads. Разом зі Стефаном Сундстромом брала участь у записі альбому Fabler från Bällingebro як диригентка хору з 638 осіб.
Тричі брала участь у музичному конкурсі Melodifestivalen — шведському національному відборі на Євробачення:
- 2007 рік — пісня «Tror på dig» (автори — Керолайн аф Угглас, Гайнц Лільєдаль і Маттіас Торрель). Посіла 6-е місце в попередньому раунді і вибула з боротьби.
- 2009 рік — пісня «Snälla, snälla». Вийшла через додатковий раунд до фіналу, де посіла 2-е місце, відставши від переможниці Малени Ернман на 11 балів.
- 2013 рік — пісня «Hon har inte». Вийшла у додатковий раунд, але зайняла там 6-е місце (загальний підсумковий результат — 14-е місце) і вибула з боротьби.

### На телебаченні
На телебаченні відома як учасниця музичних шоу «Så ska det låta» (шведська версія ірландського шоу «Lyrics Board», виступала тричі) і «Copycat Singers», ігрового шоу «På spåret» та багатьох інших проєктів. 5 липня 2000 року дала інтерв'ю в програмі «Sommar» Шведського радіо. 
Двічі знімалася у фільмах: «Чорна Люсія» (1992) і «Шукачі» (1993). Їй належить ідея створення музичного шоу, в якому змагаються хори, і таким чином у Швеції з'явилася передача Körslaget, що виходила в США і Австралії під назвою «Clash of the Choirs», а в Україні під назвою «Битва хорів».

## Дискографія

### Альбоми
| Рік  | Назва               | Топ в чартах | Статус          |
| Рік  | Назва               | SWE          | Статус          |
| ---- | ------------------- | ------------ | --------------- |
| 1997 | Ida Blue            | —            |                 |
| 1999 | Mrs Boring          | —            |                 |
| 2005 | Twiggs (з Twiggs)   | —            |                 |
| 2007 | Joplin på svenska   | 3            | - GLF: золотий  |
| 2009 | Så gör jag det igen | 1            | - GLF: Platinum |
| 2010 | Vad det var jag sa  | 5            |                 |
| 2013 | Jag har katten      | 5            |                 |
| 2016 | Nåväl               | 14           |                 |

### Сингли
| Рік                                                | Назва | Топ у чартах | Статус         | Альбом              |
| Рік                                                | Назва | SWE          | Статус         | Альбом              |
| -------------------------------------------------- | ----- | ------------ | -------------- | ------------------- |
| Senior & Junior                                    | 1997  | —            |                | Ida Blue            |
| Heaven & Earth                                     | 1997  | —            |                | Ida Blue            |
| Nothing Left to Say                                | 1999  | —            |                | Mrs Boring          |
| Egoistic                                           | 1999  | —            |                | Mrs Boring          |
| I Wanna Be Naked                                   | 1999  | —            |                | Mrs Boring          |
| Waltzing                                           | 2005  | —            |                | Twiggs              |
| En del av mitt hjärta (кавер на Piece of My Heart) | 2006  | —            |                | Joplin på svenska   |
| Tror på dig                                        | 2007  | 12           |                | Non-album single    |
| Snälla snälla                                      | 2009  | 2            | - GLF: золотий | Så gör jag det igen |
| Vi blundar                                         | 2009  | —            |                | Så gör jag det igen |
| Hon har inte                                       | 2013  | 59           |                | Jag har katten      |